# 광주호
광주호(光州湖)는 1970년대 영산강 유역 개발사업의 하나로 증암천을 댐으로 막아 1976년 준공된 인공호수로 광주광역시와 전라남도 담양군에 걸쳐져 있다. 댐은 높이 25m, 길이 505m이며 총저수량 1740만톤이다. 호수 개발로 인해 광주광역시 충효동, 전라남도 담양군 고서면·가사문학면의 일부가 수몰되었다.